# Tom Georgeson
Tom Georgeson (* 8. August 1937 in Liverpool) ist ein britischer Schauspieler.

## Leben
Tom Georgeson beschloss Schauspieler zu werden, nachdem er in einer Schulaufführung von Hamlet den „Laertes“ gespielt hatte. In den 1960er Jahren erhielt er erste Theaterrollen bei der Royal Shakespeare Company und am Royal National Theatre. In seiner Geburtsstadt Liverpool stand er Anfang der 1970er Jahre mit Alun Armstrong, David Bradley, Bernard Hill und Jonathan Pryce auf der Bühne. In dieser Zeit spielte er einem Stück des ebenfalls aus Liverpool stammenden Alan Bleasdale, der Drehbücher zu den Fernsehserien Boys from the Blackstuff und G.B.H. schrieb, in denen Georgeson später mitwirken sollte.
Der Schauspieler war ab den 1970er Jahren in zahlreichen britischen Serien und bald auch in mehreren Fernseh- und Kinofilmen zu sehen, wobei er zumeist Nebenrollen spielte. In der Science-Fiction-Serie Doctor Who erhielt er eine wiederkehrende Rolle. Einem breiteren Publikum bekannt wurde Tom Georgeson durch seine Verkörperung des „George Thomason“ in der Kriminalkomödie Ein Fisch namens Wanda (1988). Neben seiner Tätigkeit für Film und Fernsehen arbeitete er gelegentlich weiterhin am Theater. 2002 war er für seine darstellerische Leistung im Stück Frozen am Royal National Theatre für den Theaterpreis des Evening Standard nominiert. In der Fernsehserie Bleak House (2005) nach Dickens spielte Georgeson die Rolle des „Clamb“. Zu seinen bekannteren späten Kinofilmen zählt Tagebuch eines Skandals (2006).

## Filmografie
| Fernsehserien - 1969/1973: Armchair Theatre (zwei Folgen) - 1973: Shabby Tiger (eine Folge) - 1973: The Song of Songs (eine Folge) - 1974/1978: Task Force Police (zwei Folgen) - 1974: Village Hall (eine Folge) - 1975/1977: Crown Court (vier Folgen) - 1975/1981: Doctor Who (fünf Folgen) - 1975: Lizzie Dripping (eine Folge) - 1975: Rooms (zwei Folgen) - 1976: Rocky O’Rourke (eine Folge) - 1977: Fathers and Families (eine Folge) - 1977: Headmaster (fünf Folgen) - 1977/1979: ITV Playhouse (zwei Folgen) - 1977: The Peppermint Pig (drei Folgen) - 1977/1978: Play for Today (zwei Folgen) - 1977: Rough Justice (eine Folge) - 1978/1980: Die Profis (zwei Folgen) - 1979: Turtle’s Progress (eine Folge) - 1981: Goodbye Darling (eine Folge) - 1981: Maybury (eine Folge) - 1981: When the Boat Comes In (eine Folge) - 1982: Boys from the Blackstuff (drei Folgen) - 1983: Juliet Bravo (zehn Folgen) - 1984: Scully (fünf Folgen) - 1985: Dempsey & Makepeace (eine Folge) - 1985: Wettlauf zum Pol (sechs Folgen) - 1986: Strike It Rich! (sechs Folgen) - 1986: Unnatural Causes (eine Folge) - 1988: Les Girls (sieben Folgen) - 1989/1992/2000: The Bill (drei Folgen) - 1989: Screen One (eine Folge) - 1989–1990: Unser Boss ist eine Frau (zwölf Folgen) - 1990: Screen Two (eine Folge) - 1990: Stay Lucky (eine Folge) - 1991/2012/2015: Casualty (drei Folgen) - 1991: Devices and Desires (fünf Folgen) - 1991: G.B.H. (sieben Folgen) - 1992–1994: Between the Lines (35 Folgen) - 1996: Bramwell (eine Folge) - 1997: Bruder Cadfael (eine Folge) - 1997: The Locksmith (eine Folge) - 1997: Q.E.D. (eine Folge) - 1997: Peak Practice (eine Folge) - 1998: Hetty Wainthropp Investigates (eine Folge) - 1999: Dalziel and Pascoe (eine Folge) - 1998–1999: Liverpool 1 (zwölf Folgen) - 1999: Silent Witness (eine Folge) - 1999: A Touch of Frost (eine Folge) - 2000: City Central (eine Folge) - 2000: Heartburn Hotel (eine Folge) - 2002/2010: Holby City (zwei Folgen) - 2002: Ultimate Force (eine Folge) - 2003: Clocking Off (eine Folge) - 2003: Foyle’s War (eine Folge) - 2004: Agatha Christie’s Poirot (eine Folge) - 2004/2008/2011: Doctors (drei Folgen) - 2004: Waking the Dead – Im Auftrag der Toten (zwei Folgen) - 2005: Bleak House (14 Folgen) - 2005: Heartbeat (eine Folge) - 2006: Inspector Barnaby (Midsomer Murders) Fernsehserie, Staffel 9, Folge 2: Die tote Königin (Dead Letters) - 2006: Inspector Lynley (eine Folge) - 2008: Mutual Friends (eine Folge) - 2009: Ashes to Ashes – Zurück in die 80er (eine Folge) - 2009: The Royal (eine Folge) - 2010: Shameless (eine Folge) - 2011: The Crimson Petal and the White (drei Folgen) - 2011: Justice (drei Folgen) - 2011: Law & Order: UK (eine Folge) - 2012: The Hollow Crown (drei Folgen) - 2013: Frankie (eine Folge) - 2013: Way to Go (zwei Folgen) - 2014: New Tricks – Die Krimispezialisten (eine Folge) | Fernsehfilme - 1980: The Black Stuff - 1993: Resnick: Rough Treatment - 1996: Fünf gegen den Rest der Welt - 1996: Lyddie - 1998: Sturmhöhe - 2005: The English Harem - 2005: Under the Greenwood Tree - 2008: Hancock & Joan - 2011: Der Verdacht des Mr. Whicher: Der Mord von Road Hill House Kinofilme - 1971: Runter mit dem Keuschheitsgürtel - 1985: No Surrender - 1988: Ein Fisch namens Wanda - 1997: Downtime - 1997: Fremde Wesen - 1997: Wilde Kreaturen - 1998: Brombeerzeit - 1999: Swing - 2002: The Reckoning - 2003: Man Dancin’ - 2003: The Virgin of Liverpool - 2006: Irish Jam - 2006: Tagebuch eines Skandals - 2007: Angel – Ein Leben wie im Traum - 2014: Elektrizität Kurzfilme - 1969: The Assistant - 1996: Delta Wave - 2002: Dead Drunk |